# Копыткин, Сергей Александрович
Серге́й Алекса́ндрович Копы́ткин (5 (17) июля 1882 года, Санкт-Петербург, Российская империя — не позднее мая 1920 года, предположительно, Петроград, РСФСР) —  русский поэт, писатель и публицист. По профессии был железнодорожным служащим. Придерживался монархических и охранительских взглядов, сотрудничал с консервативной прессой. Приходился племянником придворному Н. Н. Копыткину.
Наряду с художественными произведениями — множеством стихотворений и несколькими рассказами — перу Сергея Копыткина принадлежит, по крайней мере, одна брошюра, посвящённая профессиональной тематике, а также ряд статей по актуальным общественным вопросам.
Пик творчества пришёлся на годы Первой мировой войны: в этот период немалую известность получили стихи Сергея Копыткина, проникнутые мотивами патриотизма, панславизма и верности самодержавию, воспевающие героизм и самопожертвование российских военных. Особенно широкую популярность приобрело его стихотворение 1914 года «В полевом лазарете», ставшее впоследствии основой для текстов авторских и народных песен.
После Октябрьской революции творчество Копыткина было надолго предано забвению, его изучение началось лишь в 2000-х годах.

## Биография
Родился 5 (17) июля 1882 года в Санкт-Петербурге в семье потомственного дворянина Александра Николаевича Копыткина, род которого происходил из Екатеринославской губернии. Дед по отцу был государственным служащим среднего звена, имевшим гражданский чин надворного советника. Старшим братом отцу приходился Николай Николаевич Копыткин (1853—1912), занимавший довольно значительное положение при императорском дворе: в 1890 году он создал и в последующем более двух десятилетий возглавлял инспекцию (то есть структуру технического и административного обеспечения) императорского поезда и в этом качестве получил третий по старшинству придворный чин гофмейстера, а позднее — и аналогичный по статусу гражданский чин тайного советника.
Несмотря на дворянское происхождение и родство с достаточно высокопоставленным придворным, достаток семьи был крайне невысоким. В момент рождения сына Александр Копыткин был студентом Санкт-Петербургского университета. В 1879 году он поступил на юридический факультет, однако уже в следующем году вынужден был прервать учёбу из-за денежных затруднений; через некоторое время восстановился с переводом на филологический факультет, но в итоге не окончил курса и там.
Окончив престижную городскую гимназию № 6, Сергей Копыткин в августе 1901 года поступил на юридический факультет Санкт-Петербургского университета, где в своё время начинал учиться его отец. В начале следующего года Александр Николаевич Копыткин скончался, что сделало материальное состояние его сына совершенно бедственным и заставило его обратиться к университетскому руководству с прошением об освобождении от платы за учёбу. Обоснованность его ходатайства подтверждал отчёт местного полицейского участка:
Студент С. А. Копыткин состояния весьма бедного, имущества и капитала не имеет, существует заработками от частных преподавательских уроков...
В этой ситуации заботу о юноше проявил его вышеупомянутый дядя Николай Николаевич, пользовавшийся значительным влиянием в железнодорожном ведомстве: по его протекции Сергей Копыткин ещё до окончания первого курса был зачислен в Северо-Западное управление железных дорог на должность нештатного ревизора с годовым окладом в 900 рублей. Службу в этом учреждении он продолжил и после окончания университета в декабре 1905 года. По прошествии двух лет после этого молодой железнодорожник занимал уже штатную должность ревизора движения Псковского отдела Северо-Западного управления, предусматривавшую оклад в 1800 рублей.
Впоследствии Сергей Копыткин в одном из своих стихотворений с грустью вспоминал о тяготах, выпавших на годы его ранней молодости:
Судьба лукавая меня не баловала, истратил юность я под бременем труда...
В 1907 году 25-летний Копыткин женился: его супругой стала вдова Александра Седякина, имевшая от предыдущего брака пятилетнего сына. Испытывая необходимость в дополнительных средствах для содержания семьи, он — вероятно, вновь обратившись к протекции дяди, — поступил на службу в Министерство путей сообщения, сохранив при этом за собой должность ревизора Северо-Западного управления железных дорог. В 1909 году Копыткин был переведён в той же должности на стратегически важную Николаевскую железную дорогу, где и прослужил до конца жизни. Его работа была связана с проверкой безопасности путей и условий движения железнодорожных составов и требовала регулярных служебных командировок на различные участки железнодорожной магистрали. Карьерные достижения Сергея Александровича были довольно скромными: к концу 1917 года, по итогам 16 лет службы, он имел гражданский чин губернского секретаря, третий снизу среди четырнадцати, предусмотренных Табелью о рангах.
Кроме имени супруги и факта наличия пасынка о семейной жизни Копыткина ничего не известно. Стихотворение «Детский смотр», написанное им в 1916 году, посвящено Котику Копыткину: по его контексту понятно, что речь идёт о ребёнке младшего или максимум среднего школьного возраста (Котик — распространённый в тот период уменьшительно-ласкательный вариант имени Константин). Однако неизвестно, был ли этот Котик Копыткин пасынком, родным сыном или иным родственником поэта — например, племянником.
Минимальны и сведения о личных качествах и характере этого литератора. В одном из стихотворений Копыткин пишет о себе: «Я не поэт, я неврастеник…», а содержание некоторых других произведений и писем подтверждают нервический склад его натуры, повышенную впечатлительность, чувствительность и склонность к меланхолии. Так, например, писательнице М. Г. Веселковой-Кильштет, с которой Сергей Александрович состоял в переписке, он признавался, что заболел крапивной лихорадкой только из-за того, что та «в очередной повести была безжалостно правдива к своим героям».
При этом вполне известны общественно-политические взгляды Сергея Александровича: с юных лет он был убеждённым монархистом, сторонником консервативно-охранительского курса. Это в полной мере нашло отражение в его творчестве и предопределило круг общения среди коллег по перу. Копыткин был весьма активным участником консервативного литературно-художественного общества «Вешние воды», созданного в 1913 году публицистом и общественным деятелем М. М. Спасовским и ставившего своей целью «вывести этот мир из трясины бездушного декадентства на богатую, светлую дорогу познания национального, родного творчества»: по состоянию на 1917 год он занимал должность секретаря правления этого объединения. Кроме того, он был членом кружка «Вечера́ Случевского», учреждённого в 1904 году в память о литераторе и государственном деятеле К. К. Случевском и состоявшего преимущественно из «эстетически консервативных поэтов».
Собственным жилищем семья Копыткиных не обзавелась и часто переезжала с одной съёмной квартиры на другую в Петербурге и его окрестностях. Городские справочники позволяют установить по крайней мере пять их адресов за шестилетний период: Забалканский проспект, дом 57 — 1907 год; Гатчина, Александровская улица, дом 10 — 1909 год; Дегтярный переулок, дом 1 — 1911 год; Лиговская улица, дом 44 — 1912 год; Тележная улица, дом 30 — 1913 год. В издании «Весь Петербург» за 1917 год приведён последний из их известных адресов — 6-я Рождественская улица, дом 22.
Сведения о жизни Сергея Копыткина после Октябрьской революции минимальны: они фактически ограничены тем, фактом, что он по крайней мере до последнего года своей жизни продолжал работать по специальности на той же Николаевской железной дороге. О его смерти в 1920 году известно из некролога, опубликованного в номере 4-5 журнала «Вестник литературы» — печатного органа петроградского Общества взаимопомощи литераторов и ученых, который содержал специальный раздел «Скорбная летопись», где размещались сообщения о кончинах деятелей культуры, искусства и науки. Автор некролога петроградский поэт Л. Н. Афанасьев тепло отзывался о творчестве покойного, однако не упомянул не только обстоятельств его кончины, но и её точного времени. С учётом того, что этот номер журнала вышел в мае, Сергей Копыткин, предположительно, ушёл из жизни в начале или середине весны 1920 года. Содержание некролога не позволяет определить, скончался ли он в родном Петрограде или же где-то за его пределами: в качестве некоторого намека на второй вариант чисто теоретически может рассматриваться упоминание в конце скорбной заметки о регулярных служебных командировках покойного. Невозможно однозначно исключать и эмиграции Сергея Александровича совсем незадолго до его ухода из жизни — в этом случае умалчивание места кончины могло быть вполне умышленным. Известно, что его двоюродные братья, сыновья дяди Николая Николаевича Николай и Борис Копыткины, после Революции покинули страну, жили во Франции и умерли, соответственно, в Париже и в Антибе. При этом ни в архивах управления Николаевской железной дороги, ни в учётных записях петроградских ЗАГСов информации о его кончине обнаружено не было. Не фигурирует его имя и в шеститомном справочнике «Незабытые могилы. Российское зарубежье: некрологи 1917—1997», в котором собраны данные о десятках тысяч российских эмигрантах, нашедших свой последний приют в различных странах мира, среди которых есть и его упомянутые кузены.

## Творчество
Несмотря на то, что творчество было для Сергея Копыткина лишь увлечением, которому он мог уделять только свободное от службы время, оно было вполне активным и разноплановым. Железнодорожный служащий достаточно заметно проявил себя и как поэт, и как публицист и журналист-любитель, а также, в меньшей степени, как прозаик — автор коротких рассказов. Известно, что к концу первого десятилетия XX века он уже был достаточно плодовитым автором. При этом колоссальное влияние на его творчество оказало начало Первой мировой войны — в плане как тематики сюжетов, так и соотношения различных направлений и жанров: если публицистическая и журналистская деятельность Копыткина после августа 1914 года практически прекратилась, то его поэтическое творчество, напротив, стало значительно более активным.
Публицистические и художественные произведения выпускались автором как под его собственным именем, так и под добрым десятком псевдонимов, которые представляли собой разнообразные сокращения имени и фамилии: К—ин, Сергей; К—н, С.; К—н, Сергей; К—ъ, С.; К—ъ, Сергей; Кин, Сергей; С. К.; Сергей, К.; Э—с—к—а; Эс—ка.

### Публицистика
Время дебюта Сергея Копыткина как публициста и журналиста неизвестно даже приблизительно. Наследие, оставленное им на этой стезе, довольно многообразно. Наиболее значительным по объёму из его произведений здесь стала брошюра по профессиональной, железнодорожной тематике: «Служба на железных дорогах. Порядок определения в должности. Права и преимущества служащих», выпущенная в 1909 году в петербургском акционерном обществе «Слово». В этом 55-страничном издании весьма обстоятельно рассмотрены многие аспекты работы различных категорий железнодорожников, изложены требования к их профессиональной компетенции, а также нормативы по части их финансового и материального обеспечения — вплоть до порядка использования поношенной униформы:
Платье, не выслужившее ещё срок, передаётся для употребления до срока вновь поступающим, которые не имеют права от него отказаться, раз оно будет пригнано по фигуре...
Там, в душных каморках, набиваются обыватели и … таращат глаза на беснующийся экран под визг лент и истерику разбитого пианино. Гнусный репертуар всех этих иллюзионов — во сто крат бездарнее и глупее приснопамятных балаганов… Старец в генеральских лампасах, сознательный студент, чопорный гимназист, очкастый «кадет» и любой масти чиновник вкупе с барынями, похожими на мохнатые бонбоньерки, горничными, приказчиками и модистками часами дышат отравленным спёртым воздухом и жмут масло друг из друга. С трепетом разбираются в гнусном стиле либретто, подмигивающего с экрана. Переживают грошовые перипетии дрыгающихся героев. Впадают в детство, тупеют от наглого нагромождения оптических фокусов… А там, под ночным небом, скорбно высятся, как забытые пирамиды, храмы науки, Публичная библиотека, Эрмитаж, таинственные музеи…
Помимо упомянутой брошюры, железнодорожной проблематике было посвящено несколько статей Сергея Копыткина, вышедших в различных изданиях. Однако, помимо профессиональных вопросов, в кругу его интересов оказывались и самые различные общественные проблемы, причём все они освещались с весьма консервативной, охранительской точки зрения и публиковались главным образом в периодике соответствующей общественно-политической ориентации — прежде всего, в газетах «Новое время» и «Петербургский листок», а позднее — в «Голосе Руси», который был основан в январе 1914 года. Объектами жёсткой и эмоциональной критики Копыркина становились не только явные угрозы законности и порядку — от деятельности политических провокаторов, которая в его статьях представала как «чудовищное порождение XX века», до «преступных порядков в трамвайной сети». Его тревожили также многие социальные, культурные и бытовые инновации тех лет. Он порицал поэта Максимилиана Волошина, который «завел моду в Крыму гулять с бандой приятелей в костюме Адама, но с венком на голове», считал весьма тлетворной моральную и санитарную обстановку в петербургских меблированных комнатах, переживая «за нашу беспомощную наивную молодежь, за этих студентов и курсисток, которые ежегодно приезжают в Северную Пальмиру с чистым сердцем, здоровым телом и попадают в затхлую паутину подозрительных меблирашек». Категорическому осуждению Копыткин подвергал кинематограф, обретавший в тот период большую популярность: в его понимании кинотеатры потакали самым дурным вкусам и отвращали публику от просвещения и настоящего искусства. Доставалось от него и собратьям по перу, выражавшим более или менее либеральные взгляды: журналисты «Дня», «Речи» и «Сатирикона» удостоились от Копыткина прозвища «могильные клоуны».
Последней из дошедших до наших дней журналистских работ Сергея Копыткина стала опубликованная в газете «Голос Руси» 21 июля 1914 года статья «Перед Зимним дворцом», посвящённая произошедшему накануне историческому событию — объявлению Николаем II Высочайшего манифеста о вступлении Российской Империи в войну против Германии. В ней прочувствованно описывается масштабная демонстрация, которая была проведена по этому поводу на Дворцовой площади:
Сон? О нет, не сон, а пробуждение. После долгого смутного сна Россия проснулась под гром великих манифестаций... Ярко трепещут впереди десятки национальных знамён, словно чудная патриотическая гирлянда. Колеблются веющие надписи на манифестационных хоругвях — «Боже, царя храни! За Родину! Все за одного, один за всех! Свободу карпатским славянам! Да здравствуют Франция и Англия! Победу Руси и Славянству!»... И звучит, перекатываясь как волны по океану, Русский гимн, чередуясь с молитвенным песнопением... Когда все двести тысяч человек, стоя на коленях, пели гимн перед лицом царя, стало понятно, что Русь победит... Великая миссия Российской Империи поднимает нас всех, весь народ, всё славянство на высшие блистательные ступени мирового могущества...

### Проза
На прозу пришлась наименее значительная часть творчества Сергея Копыткина. В некрологе упоминается о его «весьма недурных рассказах», появлявшихся иногда в «Новом времени». Как и в случае с публицистическими произведениями, бо́льшая их часть пришлась на довоенный период. Известно лишь об одном копыткинском прозаическом сочинении, увидевшем свет после начала Первой мировой войны: это святочный рассказ «Там», опубликованный в газете «Новое время» 25 декабря 1914 года. Его герой солдат Алексей Вараксин, отпрыск богатейшей столичной купеческой семьи, оставшись раненым на поле боя в ночь перед Рождеством, раскаивается в греховных поступках своей прежней праздной жизни и с гордостью осознаёт причастность к делу защиты Родины, ради которого объединились люди «разных общественных положений и разных взглядов». Спасителем раненого бойца оказывается санитар Щеглов — бывший «мелкий подручный одного из вараксинских магазинов, уволенный сгоряча за пустяк», который не держит зла на бывшего хозяина, а, напротив, испытывает к нему сочувствие и уважение: «Вы кровь за отечество пролили, Вам не прошлое вспоминать, а поправляться теперь надо». Финал рассказа представляет собой экскурс, приводящий читателя в покои кайзера Вильгельма II: «виновник мировой бойни» тщетно призывает на помощь «какого-то особого Германского бога, своего покровителя», а в это время скорбящий Иисус обращает на него взор, полный осуждения.
Крупных прозаических произведений Сергей Копыткин не создал, не известно и о его попытках работы над таковыми. В уже упоминавшемся письме к писательнице М. Г. Веселковой-Кильштет он лишь гипотетически рассуждал о подобной возможности: «Я если и рискну сотворить какую-нибудь повестушку, то непременно погрешу вдребезги в сторону оптимизма».

### Поэзия

#### Довоенный период
Поэтическая составляющая стала наиболее значимой в творческом наследии Копыткина и именно ей было суждено обрести наибольшую популярность, пусть и относительную. К поэзии Сергей Александрович обратился значительно раньше, чем к публицистике и прозе. Первое из дошедших до нашего времени его стихотворений «В городе на рассвете» было написано ещё в 1900 году в предпоследнем классе гимназии.
Ранние стихи автора периодически появлялись в различных газетных и журнальных изданиях — чаще всего, в «Новом времени», иногда в «Петербургском листке». Впервые под одной обложкой они были собраны в 1909 году: 111-страничный «Сборник стихотворений» Сергея Копыткина был издан в Петербурге товариществом Голике и Вильборга. Вошедшие в него 73 поэтических произведения выстроены в произвольном порядке, без соблюдения хронологии их написания или иного очевидного принципа. Бо́льшая часть стихотворений датирована — чаще с указанием только года, реже и месяца создания, их временной диапазон охватывает всё первое десятилетие XX века. Немало, однако, и недатированных, среди которых и наиболее крупное произведение — «Легенда», которое состоит из четырёх глав и занимает восемь страниц.
Стихотворения этого периода объединяет лирическая составляющая: бо́льшая их часть относится к пейзажной и, во вторую очередь, к любовной и философской лирике. Вместе с тем присутствуют и гражданские мотивы, переживания за судьбу Родины — в частности, в нескольких работах, пришедшихся на период Революции 1905—1907 годов. Так, в стихотворении 1905 года «Аргонавты» поэт, уподобляя Россию кораблю, выражает сочувствие стремящимся к «таинственному острову свободы», однако предостерегает их от опасности «подводных скал». В «Осенних думах», датированных сентябрём 1906 года, он мечтает, чтобы «злая невзгода и смуты кровавый разврат слетели с родного народа» и, в то же время, чтобы пришло «безумно желанное нами страны обновленье родной». Немало и произведений религиозной тематики, в которых автор выступает с позиции искренне верующего человека. Так, в стихотворении «Кумир» (январь 1906 года) Копыткин сокрушается о тех соотечественниках, которые «в угаре безбожья забыли святого отца», а в «Песне» (июнь 1906 года) о тех, кто «поклоняется богу греха», тогда как в недатированных «Пасхальных песнях» и в стихотворении «В день Рождества» (декабрь 1906 года) выражает убеждённость в отвращении грешников от «тьмы неверия кромешной» и победе «Креста над Змием».

#### В период Первой мировой войны
Мы ждём гостей для смерти бледной 

В объятья северных долин.

И ляжет молнией победной

Наш путь на Вену и Берлин.
В начале 1910-х годов стихотворная деятельность Копыткина была не слишком продуктивной: его поэтические сочинения периодически появлялись в СМИ, однако новых книжных публикаций не было. Ситуация резко изменилась с началом Первой мировой войны, которая знаменовала важнейший поворотный момент в творчестве Сергея Александровича. Вступление Российской Империи в этот глобальный конфликт не только привело к резкой активизации его поэтической работы, но и чётко предопределило её тематическое содержание. Заняв однозначную патриотическую позицию, он с первых дней войны регулярно выступал на страницах периодической печати со стихами, в которых выражал убеждённость в победе родной страны, призывал общество к сплочению и верности государю, славил русскую армию и молил Бога о покровительстве ей.
Основным местом публикации стихотворений Копыткина в этот период стали уже упоминавшиеся газеты «Новое время», «Голос Руси» и «Петербургский листок» (с августа 1914 года — «Петроградский листок»), стоявшие на патриотических позициях и уделявшие приоритетное внимание военной тематике. Самыми первыми произведениями его внушительного военного цикла стали «На лихого обидчика», «Да будет так!», «Родимой», «Отечеству», «Русская мать», «Русская женщина», «Славянское возрождение».
Кроме того, уже с августа 1914 года поэтические работы Сергея Копыткина регулярно включались в программы различных общественных и культурных мероприятий, которые проводились в поддержку армии, семей военнослужащих и мирных жителей, пострадавших в результате военных действий, прежде всего — концертов оперной певицы, Солистки Его Императорского Величества М. И. Долиной, получивших название «Патриотические вечера». Первый из таких концертов, сразу же приобретших значительный медийный и общественный резонанс, состоялся 26 августа 1914 года в петербургском Цирке Чинизелли. В ходе этого масштабного действа, в котором участвовало не менее пятисот человек — артистов различных жанров, певцов, танцоров — декламировалось стихотворение Копыткина «Взятие Львова», посвящённое этой крупной победе русского оружия, которая была достигнута несколькими днями ранее.
Вообще, успехи российских войск на Юго-Западном фронте в конце лета — начале осени 1914 года вызвали у Сергея Копыткина огромное воодушевление и дали ему сюжеты для целой серии стихотворений: помимо вышеупомянутого «Взятия Львова», к ней принадлежат, в частности, «Победа», «Славянское возрождение», «Галич». В них явно прослеживается идея панславянского единения и горячо приветствуется переход земель, входивших в своё время в состав Древней Руси, под власть российского государя: по словам поэта, освобождаемая из «швабской клети» Галиция, которую он именует Червонной Русью, «возвращается в русскую семью». Однако если в этих работах преобладает героическая патетика, то ещё одно произведение галицийского цикла — «В полевом лазарете», опубликованное 21 сентября 1914 года в «Новом времени», выдержано в иной, проникновенной трагической тональности: в нём умирающий от раны боец просит медсестру написать письма его родным. Именно это стихотворение Копыткина приобрело особенно широкую известность: его неоднократно перепечатывали в прессе и регулярно исполняли не только на «Патриотических вечерах» Долиной, но и в ходе многих других подобных мероприятий. Как минимум три российских композитора — Н. И. Казанли, М. П. Речкунов и В. И. Ребиков — сочинили музыку на его слова. В первых двух случаях на свет появились романсы: первый был написан в 1914 году и получил название «В дни войны», второй — годом позже, он сохранил авторское название «В полевом лазарете» и был посвящён оперному певцу Н. Н. Кедрову-старшему (в посвящении он фигурирует под творческим псевдонимом Кедров-Ливанский), часто исполнявшему его со сцены. Результатом же работы Ребикова в 1915 году стал опус в модном в то время жанре ритмодекламации.
Сергей Копыткин прочувствованно откликался на военные подвиги, славил стойкость и самопожертвование российских воинов: стихотворение «Памяти героя-лётчика» посвящено последнему бою знаменитого авиатора П. Н. Нестерова, «Русская смерть» — гибели минного заградителя «Прут», «Сивуч» — неравному сражению российской канонерской лодки с немецкой эскадрой. Иногда победы русского оружия трактовались автором как божий промысел: так, в стихотворении «Меджидие» гибель этого турецкого крейсера на российских минах подаётся как небесная кара за его попытку обстрелять Одессу во время пасхального молебна.
Немало строк посвящено тем союзникам России, которые были вынуждены противостоять значительно превосходящим силам противника и оказались полностью или частично оккупированными. В стихотворениях «Сербскому народу» (в нём также содержится обращение и к черногорцам) и «Сербии-страдалице» Копыткин восхищается мужеством и стойкостью братских славянских народов, заверяет их в поддержке России, прилагающей все силы для их освобождения и победы над общим врагом: «Мужайся, шваб согнёт колени к знамёнам сербского бойца!», «Друзья идут… Держись! Повремени!». В стихотворении «Бельгия» он славит короля Альберта I и бельгийский народ, который «встретил грозно и спокойно германских сил удар разбойный». Горячее сочувствие выражается и в стихотворении «Польше», написанном в начале 1915 года, когда российские войска с тяжёлыми боями отступали с территории Царства Польского, которой, по словам Копыткина, довелось «быть раскаленной наковальней в борьбе за первенство славян»: «Не плачь сестра, твой брат могучий убьет исчадье сатаны!».
С каким восторгом это слово

Русь приняла из Царских рук!

Им сброшен с детища Петрова

Немецкий выцветший сюртук.
Соответственно, для противников России поэт не жалеет недобрых слов: Центральные державы он порицает за агрессию и предрекает им полный разгром. Больше всего внимания в этом плане он уделяет, естественно, Германии: стихотворения «Пруссия» («Господь ей много шири дал, но, к сожаленью, мало мозга»), «Видения Вильгельма» («Не спит безумец сухорукий…»), «Белая дама» («Но сказано — прусскому трону от хладной Московии пасть»). При этом Сергей Александрович поддерживает развернувшуюся с началом войны кампанию по борьбе с германским культурным влиянием и, в частности, горячо приветствует в одном из своих стихотворений переименование Санкт-Петербурга в Петроград.
Ну что ж, в семье — не без урода.

Настанет день. Настанет час,

И для болгарского народа

Не будет места среди нас.

Снимая ратные доспехи,

Сойдутся наши племена,

Придут поляки, сербы, чехи,

А ты… останешься одна.
Австро-Венгрия в его стихах предстаёт «лоскутной империей», «мумией в картонных доспехах». Туркам, которых Копыткин называет «пиратами ислама», «обнаглевшими янычарами» и «продажными оттоманами», он обещает, что «Над святынями Царьграда загорится Божий Крест».
При этом наиболее гневных и презрительных выражений удостоилась Болгария, которая в октябре 1915 вступила в войну на стороне Центральных держав. В стихотворениях «Болгарии» и «Горе Болгарии!» Копыткин обвиняет эту страну в неблагодарности по отношении к России, освободившей её от османского ига, в раболепии перед бывшими угнетателями, называет её изменницей и «уродом славянской семьи», предрекает ей судьбу презренного изгоя.
Все вышеупомянутые и многие другие стихотворения Сергея Копыткина декламировались в ходе «Патриотических вечеров», которые проводились не реже 4—5 раз в месяц: 13 марта 1915 года состоялся юбилейный, пятидесятый, а 5 октября 1915 года — 63-й «вечер», который был приурочен к тезоименитству цесаревича Алексея. В самом начале последнего, сразу после исполнения российского гимна, прозвучало стихотворение Сергея Александровича, посвящённое августейшему имениннику «Дитя, когда б не власть Господня…». В нём в аллегорической форме выражается уверенность, что уже к следующим именинам наследника престола русские войска не только минуют Карпаты, но и освободят Сербию, к тому времени уже почти полностью оккупированную силами Центральных держав, а также выйдут к Константинополю. После этого мероприятия М. И. Долина получила от одной из фрейлин Александры Фёдоровны телеграмму, в которой сообщалось, что строки Копыткина тронули сердце российской императрицы.
Сам Сергей Александрович придавал большое значение включению своих стихов в программу «Патриотических вечеров» и высоко ценил деятельность М. И. Долиной, остававшейся их ключевой фигурой. Чувства признательности и восхищения он выразил в посвящённом певице стихотворении: «Вы соловей родной дубравы, славянской доблести баян…».
«Патриотические вечера» обеспечили дальнейшие книжные публикации работ Копыткина. В конце 1914 года столичным издательством «Содружество» был издан 32-страничный сборник под названием «Песни о войне», включавший 34 стихотворения, которые, как указывалось на титульном листе, «были исполнены в историческом цикле патриотических концертов солистки Его Величества Долиной в Петрограде». В последующие два года этот сборник был переиздан ещё дважды.
Ещё один сборник стихотворений Сергея Копыткина был издан в 1916 году в типографии товарищества А. С. Суворина «Новое время»: он был озаглавлен «Струны народные» с подзаголовком «Новые песни о войне» и превосходил предыдущий по объёму вдвое, содержа 64 страницы. Как и в случае с предыдущим изданием, в публикации было указано, что все вошедшие в неё произведения исполнялись на «Патриотических вечерах».
После выхода в свет «Струн народных» стихи Сергея Александровича продолжали появляться в периодической печати, в том числе и после Февральской революции. Из них видно, что даже после свержения монархии поэт сохранял веру в победу России в войне. Так, в июне 1917 года в обращении к «Свободной армии Свободной страны» он пишет: «С такой ли армией не победить врага, такой ли армии не посвятить все силы?». Однако с Октябрьской революцией его творчество — по крайней менее, в печатном пространстве — прерывается.

## Судьба творческого наследия и изучение личности
Очерк Растрелли (1915 год)

Я люблю этот ветхо-богатый

Опустелый помещичий дом,

Окруженный гирляндою статуй,

Обрамленный зеленым прудом.

Я люблю этот очерк Растрелли,

Эту белую сказку колонн,

Эти старые дубы и ели

И ночной золотой небосклон

Я люблю эти прошлые лица 

На отцветшем слепом полотне;

Клавикорды в уютных светлицах, 

Знак киота в углу на стене...
После Октябрьской революции творческое наследие Сергея Копыткина оказалось забытым — как, фактически, и сама его личность. На протяжении многих десятилетий его работы не издавались, а сведения о нём самом не фигурировали ни в литературоведческих публикациях, ни в энциклопедиях, ни в биографических справочниках. Впервые за долгое время упоминание об этом авторе появилось в «Словаре псевдонимов русских писателей, учёных и общественных деятелей» И. Ф. Масанова, изданном в 1960 году: в краткой статье, размещённой в данном издании, Сергей Александрович был назван «поэтом и писателем», а помимо его псевдонимов были указаны годы его жизни и основные печатные органы, в которых публиковались его работы. В 1992 году в альманахе «Памятники отечества» было опубликовано стихотворение Копыткина «Очерк Растрелли»: фамилия автора была указана, однако никакие сведения о нём не приводились.
Своеобразным исключением на фоне преданного забвению всего остального творческого наследия автора стала судьба стихотворения, бывшего наиболее известным при жизни Сергея Александровича — «В полевом лазарете». В первые месяцы Первой мировой войны оно было взято в качестве текста для романсов, которые быстро приобрели немалую популярность, которая позднее нашла подтверждение на страницах художественной литературы, посвящённой этому периоду российской истории. Строки из романса приводятся, в частности, в романе В. В. Набокова «Машенька»: возлюбленная главного героя Льва Ганина цитирует их в своем письме, отправленном ему на фронт, причём фигурирующего в них мальчика переименовывает при этом из Вовы в Лёву — в соответствии с именем адресата. Исполняет этот романс и героиня романа Л. А. Юзефовича «Казароза» Ида Левина: в сцене, которая разворачивается в 1920 году, она удивляется, что собеседник не знает его слов, напоминая: «В шестнадцатом году это была самая популярная песня, ее всюду пели».
Однако если создатели вышеуказанных романсов исправно указывали имя автора слов, то уже чуть позднее «В полевом лазарете» утратило привязку к своему автору, став основой для народных песен. В многочисленных народных «перепевках» стихи о смертельно раненом бойце подвергались разнообразным изменениям. В первые годы советской власти сюжет песни переносился на события Гражданской войны, а четверть века спустя — на события Великой Отечественной. Одна из вариаций времён Гражданской войны также зафиксирована в литературе: «жалостливую песню» об умирающем от раны «молодом командире» исполняет Жиган, один из главных персонажей повести А. П. Гайдара «РВС». Что касается вариаций, относящихся к периоду Великой Отечественной, то у некоторых из них известны авторы — военнослужащие Красной армии или сотрудники тыловых госпиталей.
Очередной «реинкарнацией» стихотворения «В полевом лазарете» уже в начале XXI века стала песня российской рок-группы «Любэ» «Сестра». В сравнении с многочисленными перепевками времён Гражданской и Великой Отечественной войн, в этой песне, написанной в 2002 году и вошедшей в 2005 году в состав студийного альбома «Любэ», получившего название «Рассея», оригинальный текст Сергея Копыткина подвергся достаточно незначительным изменениям. Сохранён изначальный исторический сюжет, второе и третье четверостишия поменяны местами, в каждом из четверостиший изменены некоторые слова или словосочетания. Как в ходе выступлений группы, так и в изданиях её указанного студийного альбома указывалось, что автор слов песни неизвестен. Эта композиция «Любэ» вошла в саундтрек телесериала «Гибель империи», что стало дополнительным фактором её популяризации. Как выяснилось позднее, в качестве текста для этой песни группой был взят анонимный рукописный парафраз одного из вышеупомянутых романсов, датированный 1916 годом и воспроизведённый, в частности, в монографии историка И. В. Алексеевой «Агония сердечного согласия: Царизм, буржуазия и их союзники по Антанте. 1914—1917», изданной в 1990 году.
Популярность песни в исполнении группы «Любэ» подвигла публицистов И. В. Шушарина и Е. Б. Летенкову, сотрудничавших в рамках петербургского творческого объединения «Красный матрос», на проведение исследований, позволивших не только установить автора её текста, но и собрать немало сведений о его жизни и творчестве. Результатом их совместной работы стала публикация «Про поэта Сергея Копыткина», изданная в 2007 году к 125-летию со дня рождения этого автора «Красным матросом» с предисловием уже упоминавшегося писателя и историка Л. А. Юзефовича. До настоящего времени эта книга остаётся единственным исследованием, посвящённым Сергею Александровичу Копыткину.
Выход публикации Шушарина и Летенковой, которая, помимо их исследования, содержала в качестве одного из приложений репринт копыткинского сборника «Песни о войне», способствовала некоторой популяризации поэтического творчества этого автора, долгое время пребывавшего в забвении. Стихи С. А. Копыткина стали иногда звучать в радиоэфире и были воспроизведены на страницах художественной литературы: в частности, писательница Е. П. Чудинова вложила их — причём не единожды — в уста персонажей своего романа «Побѣдители», увидевшего свет в 2016 году. Так, важным моментом XXXI главы романа является чтение наизусть главной героиней и её собеседником графом Романом Брюсом стихотворения «Царьградская легенда» (1915 год), в котором древнее предание — будто бы настоятель Собора Святой Софии, бесследно исчезнувший в момент захвата Константинополя турками в 1453 году, должен вернуться в храм после ниспровержения власти мусульман над городом — подаётся в качестве призыва к скорейшему овладению столицей Османской империи. По роману Чудиновой, написанному в жанре альтернативной истории, это стихотворение знакомо каждому российскому школьнику и, кроме того, является пророческим: Стамбул в 1945 году был передан Турцией в совместное владение России и Греции. В финале же «Побѣдителей» те же персонажи, точно так же продолжая друг за другом, читают наизусть копыткинское стихотворение «Герой» (1916 год), в котором переживший тяжёлое ранение авиатор возвращается в строй преисполненным боевого духа, несмотря на покалеченные ноги. Появились упоминания о Сергее Копыткине и в научно-популярной литературе. Так, копыткинское стихотворение «Меджидие» было взято в качестве пролога к одноимённой статье историка Н. Д. Егорова, опубликованной в 2014 году в православном журнале «Мир Божий». В статье, описывающей неудачный рейд турецкого крейсера «Меджидие» на Одессу в 1915 году, также содержится достаточно обстоятельный экскурс о жизни и творчестве Копыткина.

## Оценки творчества
Даже при жизни Сергея Копыткина, когда его творчество пользовалось определённой популярностью, оно не вызывало сколь-либо существенного резонанса в среде литературных критиков. Известно лишь о нескольких оценках, данных ему современниками. Так, с благожелательным отзывом о копыткинских стихах в 1916 году выступил его соратник по литературному обществу «Вешние воды» М. М. Спасовский, занимавший пост руководителя этого творческого объединения. В статье, опубликованной в издававшемся обществом одноимённом журнале, он назвал Копыткина «одним из тех немногих русских поэтов, талант которых невольно привлекает внимание своей задушевностью и милой простотой». Следующий известный позитивный отклик содержался уже в некрологе: по словам его автора поэта Л. Н. Афанасьева, Сергей Копыткин «яркостью своего красивого и образного стиха сумел обратить на себя внимание истинных знатоков и ценителей русской поэзии… много работал над отделкой своего стиха, и потому он был у него всегда многогранен, ярок и звучен». Даже немногочисленные копыткинские рассказы, известные намного менее его стихов, Афанасьев назвал «весьма недурными».
В то же время другой современник Сергея Копыткина Н. А. Клюев воспринимал этого своего соратника по поэтическому цеху весьма скептически. В начале 1917 года в письме Д. Н. Ломану, озаглавленном «Бисер малый от уст мужицких», он «зарифмовал» Копыткина, с которым познакомился в ходе совместных публичных выступлений, с Едыткиным (ошибочно назван в письме Ядыткиным) — провинциальным графоманом из повести Е. И. Замятина «Уездное». При этом наряду с Копыткиным пренебрежительного отзыва от Клюева удостоился и крестьянский поэт С. Д. Дрожжин:
Вятский колоколец, восхи́щенный на небо, звенит доселе, и горе русской земле, если он сорвётся в бездну, — тогда осыплется золотое дерево церкви и искусства, останутся лишь Дрожжин, Копыткин с Ядыткиным, да клеветнический рассказ о том, что поёт маляр на высоте шестого этажа...
Несколько новых отзывов о творчестве Сергея Копыткина появилось уже в XXI веке. Так, анализируя стихотворение «Очерк Растрелли» в статье «Символизация, метафоризация в усадебной лирике Ивана Бунина и К. Р.», опубликованной в «Вестнике Оренбургского государственного университета» в 2004 году, доцент этого вуза Т. М. Жаплова относит это произведение к числу «старательно-ученических и наивных», а созданный в нём образ считает «поверхностным», что связывает предположительно с недостаточным знакомством автора с помещичьим образом жизни. С этим отзывом, считая его «неоправданно пренебрежительным», полемизируют авторы упомянутого в предыдущем разделе издания «Про поэта Сергея Копыткина» И. В. Шушарин и Е. Б. Летенкова. Соглашаясь с тем, что Копыткин не мог быть хорошо знаком с помещичьим бытом, они тем не менее считают «Очерк Растрелли» очаровательным и полагают, что поэзию его автора «питала огромная любовь к России». В то же время прозаические произведения Копыткина оцениваются ими намного более сдержанно: вспоминая о характеристике, данной копыткинским рассказам Л. Н. Афанасьевым, они считают, что тот же святочный рассказ «Там» «весьма недурным» назвать можно только «с очень большой натяжкой». По мнению Шушарина и Летенковой, тот факт, что Сергей Копыткин так и не рискнул «написать повестушку», — к лучшему.
Сергей Шарапов, журналист газеты «Наша страна», печатного органа русской эмигрантской общины Аргентины, в статье «О поэте Копыткине замолвите слово» позитивно оценивает значение возвращения из забвения творчества этого автора. При этом он руководствуется не столько критериями поэтического мастерства, сколько соображениями идейного характера:
Чем ценен для нас сейчас поэт-романтик Копыткин? Его стихи показывают нам, какой способ мышления должен быть у свободного человека, каковым и был русский человек до большевиков, когда у него была другая система ценностей: Бог, Царь, Отечество...
На идейную ценность творчества этого автора, его патриотическое содержание обратила внимание также упоминавшаяся в предыдущем разделе писательница и поэтесса Е. П. Чудинова. Выступая в августе 2014 года в эфире радиостанции «Радонеж» в программе «Час писателя», она, не отрицая «скромной» роли Сергея Копыткина в русской поэзии Серебряного века, высоко оценила его заслуги в создании образа русского офицера и увековечивании памяти героев Первой мировой войны.
С наиболее развёрнутой оценкой творчества Копыткина выступил в апреле 2008 года на страницах «Нового мира» заведующий отделом критики и публицистики этого журнала В. А. Губайловский. В целом она носит сдержанный характер: по мнению критика, этот автор был «несамостоятелен и крайне робок в своей поэтической работе», имел лишь «очень скромное дарование», в результате чего практически все его стихи представляют лишь «рифмованные штампы». С учётом этих обстоятельств — особенно ощутимых, дескать, на фоне высокого уровня поэтического мастерства многих современников — тот факт, что поэзия Копыткина оказалась надолго забыта, представляется рецензенту вполне закономерным.
Вместе с тем, невысоко оценивая общий уровень поэтического творчества Сергея Копыткина, Губайловский усматривает в нём одно исключение, представляющееся ему «поразительным» — стихотворение «В полевом лазарете». При этом достоинства данного стихотворения, его выход за пределы стандартных шаблонов представляются ему «ошибкой» автора — столь же непреднамеренной, сколь и удачной:
Кажется, Копыткин хотел написать вполне традиционный текст: письмо умирающего домой… но первые две строки вдруг резко отклонились от традиционной поэтики. Не «я дотяну до утра», а «их дотянуть до утра». Этот неожиданный крен сломал традиционный штамп, и появилась настоящая поэзия. Если вторая строфа вполне укладывается в канон, то в третьей — про мальчика Вову — Копыткин опять оступается, стихи теряют равновесие и вырываются из предписанной рамки... Кажется, Копыткин и сам не вполне осознавал свою удачу, но, к счастью, не стал выправлять «ошибку».

В жёсткие жанровые рамки вдруг по ошибке проникла поэзия и окрасила слово такой искренней, пронзительной нотой, что не почувствовать это невозможно… Ничего сравнимого (даже близко) по силе в книге Копыткина нет. Но он достоин остаться в русской поэзии, потому что однажды так плодотворно ошибся. Впрочем, может быть, и вся поэзия — это история ошибок? Просто большие поэты «ошибаются» чаще...

### Произведения С. А. Копыткина
- Сергей Копыткин. Сборник стихотворений. — Санкт-Петербург: Товарищество Р. Голике и А. Вильборг, 1909. — 111 с.
- Сергей Копыткин. Песни о войне. — Издание второе. — Санкт-Петербург: Типография «Содружество», 1915. — 32 с.

### Прочая литература
- Волков С. В. Высшее чиновничество Российской империи: краткий словарь. — Москва: Университет Дмитрия Пожарского, 2016. — 798 с. — 1000 экз. — ISBN 978-5-91244-166-0.
- Егоров Н. Д. Меджидие // Мир Божий. — 2014. — Май (№ 20). — С. 29—32.
- Жаплова Т. М. Символизация, метафоризация в усадебной лирике Ивана Бунина и К.Р. // Вестник ОГУ. — 2004. — Ноябрь. — С. 83—90.
- Магазинер Н. А. Императорские поезда: как это было. Хроника строительства и эксплуатации. — Санкт-Петербург: Реноме, 2017. — 384 с. — ISBN 978-5-91918-849-0.
- Масанов И. Ф. Словарь псевдонимов русских писателей, учёных и общественных деятелей. — М.: Изд-во Всесоюзной книжной палаты, 1960. — Т. 4. — 465 с. — 15 000 экз.
- Поберезкина П. Е. Николай Клюев — воспоминания современников. — Москва: Прогресс-Плеяда, 2010. — 886 с. — ISBN 978-5930-060-911.
- Чуваков В. Н. Незабытые могилы. Российское зарубежье: некрологи 1917–1997. В шести томах. — М.: Пашков дом, 1999. — Т. 3. — 675 с. — ISBN 978-575-1003-548.
- Шруба М. Литературные объединения Москвы и Петербурга 1890-1917 годов. Словарь. — М.: Новое литературное обозрение, 2004. — 448 с. — ISBN 5-86793-293-1.
- Шушарин И., Летенкова Е., предисловие Л. Юзефовича. Про поэта Сергея Копыткина. — Санкт-Петербург: Красный матрос, 2007. — 124 с. — 500 экз. — ISBN 5-7187-4193-1.